# Готфрід Мерцбахер
Готфрід Мерцбахер (9 грудня 1843 — 14 квітня 1926) — географ, картограф і альпініст, народився в селищі Байєрсдорф (нім. Baiersdorf) у середній Франконії. У м. Ерлангені відвідував реальну школу. Однак, на жаль, змушений був залишити школу, щоб набути спеціальність. За сімейною традицією, Готфрід набув професію кушніра. Для подальшого вдосконалення професії хутровика і торговця хутряними виробами він навчався в Парижі, Лондоні і С.-Петербурзі. У С.-Петербурзі він вивчив також російську мову.
У 1868 р. не без допомоги свого дядька — банкіра і мецената, відомого нумізмата, власника однієї з найкращих у світі приватних колекцій книг і рукописів з юдаїки Абрагама Мерцбахера — Готфрід заснував і успішно керував фірмою хутряних виробів в Мюнхені (нім. Residenzstr.14). Завдяки цьому він став економічно самостійним і зміг присвятити життя альпінізму і географічним дослідженням.
Рідкісні години відпочинку він використовував для самоосвіти, надолужуючи згаяне, а також для фізичного самовдосконалення. Альпінізм став для молодої людини школою, яка підготувала його для наступних подорожей, сходжень і вивчення природи.
Торговельна діяльність приводила Мерцбахера до Італії, на Піренеї, до Північної Африки, пізніше — на Близький Схід і до Центральної Азії, де насамперед його цікавили сходження. Перші сходження, як альпініст, він почав наприкінці 1870-х рр. в німецьких, австрійських та італійських Альпах. Він першим досліджував і описав східні Альпи (Доломіти Брента). 16 червня 1881 р. в складних гірських умовах Мерцбахер здійснив першосходження на Totenkirchls (Альпи). Це сходження принесло йому популярність як альпіністові. Ще понині цей шлях носить назву «Merzbacherweg» («Шлях Мерцбахера»). Він описав також гірську групу Брента.
У 1888 р. Готфрід Мерцбахер продав у Мюнхені свою фірму, щоб присвятити подальше життя виключно альпінізму і географічним дослідженням.
У 1891 р. Мерцбахер відвідав Центральний, а потім Східний Кавказ. Ця поїздка переслідувала спортивну та дослідницьку мету. Втім, так він діяв завжди, поєднуючи альпіністські досягнення з науковими спостереженнями. Серед підкорених ним вершин були Казбек, Тетнульд, він здійснив швидкісне сходження від Терсколу на вершину Ельбрусу. Першим в історії альпінізму пройшов північним хребтом Донгузоруна. Йому належать також деякі інші пріоритети на Кавказі. Наприклад, прохід по гребеню до вершини Доносмта. Всього він здійснив на Кавказі 9 першосходжень.
Вивчення та опис Кавказу стало першим великим науковим досягненням ученого. Великий інтерес представляють відомості з етнографії карачаївців і балкарців, зібрані ним. У його кавказьких дослідженнях є відомості, що християнство на Західному Кавказі з'явилося в 40-х роках н. е. і першими християнами тут були євреї-колоністи, які продовжували спілкуватися зі своїми одноплемінниками з Юдеї, ведучи з ними торгові справи. Тоді ж Мерцбахер створив першу повну карту Центрального Кавказу. Вона стала невід'ємною частиною будь-якої подорожі або сходження.
Результатом двох поїздок на Кавказ стала 2-томна книга «нім. Aus den Hochregionen des Kaukasus (Wanderungen, Erlebnisse, Beobachtungen mit 144 Abbildungen)». Книгу було видано в 1901 р. в Лейпцизі. Вчені високо оцінили цю працю. В даний час книга є цінним експонатом Мюнхенського музею альпінізму. Описи та подорожні нотатки Г. Мерцбахера привернули увагу численних мандрівників, географів, альпіністів до Кавказу. Виник навіть германо-кавказький клуб, одним із засновників якого став учений.
У 1907 р. баварський принц Арнульф, що виконував дипломатичні функції при російському імператорському дворі, вирішив з дозволу МЗС Росії, вжити ознайомчу поїздку по південних околицях Російської імперії. Як супроводжуючих він запросив Мерцбахера і геолога Лойхе. У Росії тоді лютувала чергова компанія шпигуноманії і за експедицією уважно спостерігала контррозвідка. Однак, Мерцбахер, який добре знав ці райони, жодного разу не підійшов до недозволених районів, насамперед до кордонів країни. Після Кавказу, через Красноводськ група проїхала до Бухари. Принц ознайомився з російською Середньою Азією і в липні того ж року повернувся до С.-Петербурга.
У 1902–1903 і 1907–1908 рр. Г. Мерцбахер освоює гірські вершини і вивчає природу Тянь-Шаню. Хоча деякі відомості про ці районі були у древніх китайців, візантійських місіонерів і в працях російського географа Семенова-Тянь-Шанського, тим не менш, знання через важкодоступність регіону були дуже мізерними. У 1902 р. альпініст робить спробу підійти до вершини Хан-Тенгрі. Для цього він піднімався на кілька вершин висотою понад 5000 м, однак наблизитися до мети своєї подорожі так і не зміг. Але якась невідома сила тягла його до цієї вершини. Наступного року Мерцбахер обрав інший маршрут. Він досяг льодовика Інильчек, пройшов по ньому 18 км і по південній гілці льодовика дійшов до місця, звідки таємнича гора постала перед ним у всій своїй красі. Хан-Тенгрі виявився не тільки величним і красивим, а й страхітливим. Тоді альпініст записав у своєму щоденнику: «Хан-Тенгрі не місце для альпіністських захоплень». Лише в 1931 р. український альпініст М. Т. Погребецький з двома супутниками зумів, використовуючи схеми Мерцбахера і карти російських топографів 1912 р., вперше піднятися на Хан-Тенгрі.
Г. Мерцбахер відкрив унікальне озеро, назване пізніше його ім'ям. Довжина озера 4 км, ширина 1 км, глибина 40-80 м. Унікальність цього озера в тому, що тут можна побачити картину, подібну до тієї, яка спостерігається в Арктиці та Антарктиді: пливуть по озеру айсберги — величезні крижини, що відірвалися від льодовика. Поляна Мерцбахера і озеро Мерцбахера фігурують в проспектах і путівниках для тих, хто захоплюється гірським туризмом.
Вдруге Г. Мерцбахер здійснює сходження і досліджує гори цього регіону в 1907–1908 рр. (у віці 64 років). У горах Тянь-Шаню одна з вершин носить ім'я Мерцбахера.
Величезний науковий інтерес являють дослідження Мерцбахера в Тянь-Шані по гляціології, топографії, опис тваринного і рослинного світу цього регіону. У листі Російському географічному товариству він пише: «З чотирьох проведених мною на Тянь-Шані років, минуле літо було самим несприятливим … ще кілька подібних років і відбудеться загальне насування льодовиків в цій гірській області». Прогноз вченого виправдався. У 1911–1915 рр. тут утворилося багато кінцево-моренових гряд. В активі вченого є й інші спостереження. Так, нещодавно уряд Киргизії постановою від 25.04.2005 р. затвердив «Червону книгу комах». У ній є рядок (йдеться про метеликів), який, можливо, у когось викличе усмішку: «… № 10 Аполлон звичайний (підвид Мерцбахера)». На жаль, незакінченою залишилася його праця з картографії Центрального Тянь-Шаню.
Прекрасні стосунки склалися у Мерцбахера з Російським географічним товариством. Товариство допомагало вченому в організації експедицій. Деякі спостереження дослідник публікував у російських наукових виданнях. Одну з відкритих ним вершин він назвав піком великого князя Миколи Михайловича, який вважався покровителем географічного товариства (в 1946 р. був перейменований на пік 100-річчя Російського географічного товариства).
У 1901 р. філософський факультет Мюнхенського університету в знак заслуг дослідника присвоїв йому почесний ступінь доктора, в 1907 р. — професора. Він був також іноземним членом географічних товариств низки європейських країн, співголовою Мюнхенського географічного товариства. Г. Мерцбахер удостоювався різноманітних нагород. Він був нагороджений баварською Золотою медаллю принца Людвіга, російським орденом Станіслава 2-го кл. та іншими нагородами. Однак найбільше вчений цінував «медаль Семенова-Тянь-Шанського», яку він отримав від С.-Петербурзького наукового географічного товариства.
У 1921 р., в період посилення антисемітизму в Баварії, коли доступ євреям в Альпіністське об'єднання був закритий, Мерцбахер залишався одним із шанованих його членів. Настільки високий був його авторитет як альпініста.
Готфрід Мерцбахера помер 14 квітня 1926 р. на 83-му році життя і був похований в Мюнхені на Waldfriedhof'і. «Географія втратила особистість рідкісної працездатності, невтомного дослідника … слугу науки», — було написано в одному з некрологів.
Свій архів вчений подарував Баварській державній бібліотеці. Архів налічує близько 1000 сторінок документів. В основному це — листи. Серед його кореспондентів та адресатів є члени королівської сім'ї, в тому числі останній баварський король Людвіг III. Вражає коло інтересів Г. Мерцбахера. Він вів наукове листування з географами, геологами, палеонтологами, археологами, антропологами, медиками, ботаніками, зоологами і т. д. Серед адресатів Мерцбахера був відомий російський ботанік Б. Федченко.
Зберігся будинок (Möhlstr. 25), в якому жив з 1910 р. до своєї смерті Мерцбахер. У 1928 р. одну з вулиць Мюнхена було названо його ім'ям. За часів «Третього рейху», всупереч вказівці міністра внутрішніх справ про перейменування «єврейських» вулиць, нім. Merzbacherstr. зберегла свою назву.
Крім наукових праць, Мерцбахер залишив туристичну фірму, яку після його смерті очолював Karl Leuchs і яку після 1933 р. було «аріїзовано», а ім'я Г. Мерцбахера в середовищі вчених і альпіністів забуте. На жаль, крім назви вулиці в місті немає будь-яких помітних споруд на його честь. Праці вченого розосереджені по декількох організаціях. У каталогах бібліотек немає їх бібліографії. Не вдалося також відшукати його могилу. Швидше за все, вона не збереглася.
Результати досліджень Мерцбахера використовувалися альпіністами, туристами, географами, картографами, біологами, транспортниками, військовими і т. д.
У 2002 р. в мюнхенському Об'єднанні «Gorod» (в клубі туристів і альпіністів, кер. Р. Вайнберг) народилася ідея провести пам'ятні заходи до 80-річчя з дня смерті відомого альпініста і вченого Готфріда Мерцбехера. Пізніше цю ідею підтримали Німецьке об'єднання альпіністів (DAV), Федерації альпінізму Росії, України, Киргизії, Комісія з гляціології Баварської академії наук, Мюнхенське географічне товариство, Російське географічне товариство і деякі інші організації. Проведення заходів почалося в 2004 р., коли група альпіністів «Адоніс» секції «Карпати» (кер. В. Ногаллер) здійснила сходження на Totenkirchl (Австрія) і Watzman (Баварія). У вересні того ж року туристи-велосипедисти московської організації «Велоекспедиція» здійснили перевальний похід в Італійські Доломіти. У 2005 р. близько 40 альпіністів з Німеччини, Іспанії, Франції, України і ПАР (кер. А. Зайдлер) піднялися на Ельбрус. Команди Федерації альпінізму Киргизії і туркомпанія «Топ-Азія» здійснили похід і вийшли до озера Мерцбахера та однойменної галявини (Тянь-Шань). Виконання проекту, названого «Маршрутами Мерцбахера», триває. У сходженнях беруть участь «Снігові барси» (альпіністи, які подолали п'ять семитисячників) І. Гетьман, А. Зайдлер, майстри спорту з туризму та альпінізму Р. Вайнберг, В. Денисов, М. Заїка, А. Мозесон та інші спортсмени, в тому числі з колишнього СРСР, що живуть нині в Німеччині.